# 1853年6月6日日食
1853年6月6日日食为一次在协调世界时1853年6月6日出現的日環食。該次日食食分為0.9486，食甚維持6分59秒。

## 概述
這次日食的食分是0.9486，環食維持6分59秒。

## 基本參數
- 類型：日環食
- 食甚資料：
  - 日期：1853年6月6日
  - 時間：20時7分21秒
  - 地點：2N 118W
  - 食分：0.9486
  - 日環食持續時間：6分59秒

## 外部連結
- NASA日食專頁（页面存档备份，存于）（英文）